# 蔣容
蔣容（1439年—？），字德夫，直隸常州府武進縣人，軍籍。明朝政治人物。進士出身。

## 生平
成化元年（1465年）舉乙酉科應天鄉試第五名。成化八年（1472年）壬辰科會試第五名，殿試登進士第二甲第二十三名，曾任山西蒲州知州。又任潞州知州，改任潼川州知州。

## 家族
曾祖蔣元祐。祖父蔣繼祖。父蔣能。有子蔣益、孫蔣同仁。